# رآکتور انرژی آبی-آبی
رآکتور VVER یا رآکتور WWER (به روسی: Водо-водяной энергетический реактор) (کوتاه‌شده عبارت Water-Water Energetic Reactor) مجموعه‌ای از راکتورهای هسته‌ای از نوع آب‌سبک، آب فشرده که توسط شرکت روسیِ OKB Gidropress طراحی و ساخته می‌شوند. این رآکتورها شامل مدل‌های مختلفی است که محدوده توان خروجی آن‌ها از ۳۰۰ تا ۱۷۰۰ مگاوات است. مدل رآکتور استفاده شده در نیروگاه هسته‌ای بوشهر، VVER-1000/446 با ظرفیت تولید ۱۰۰۰ مگاوات است.

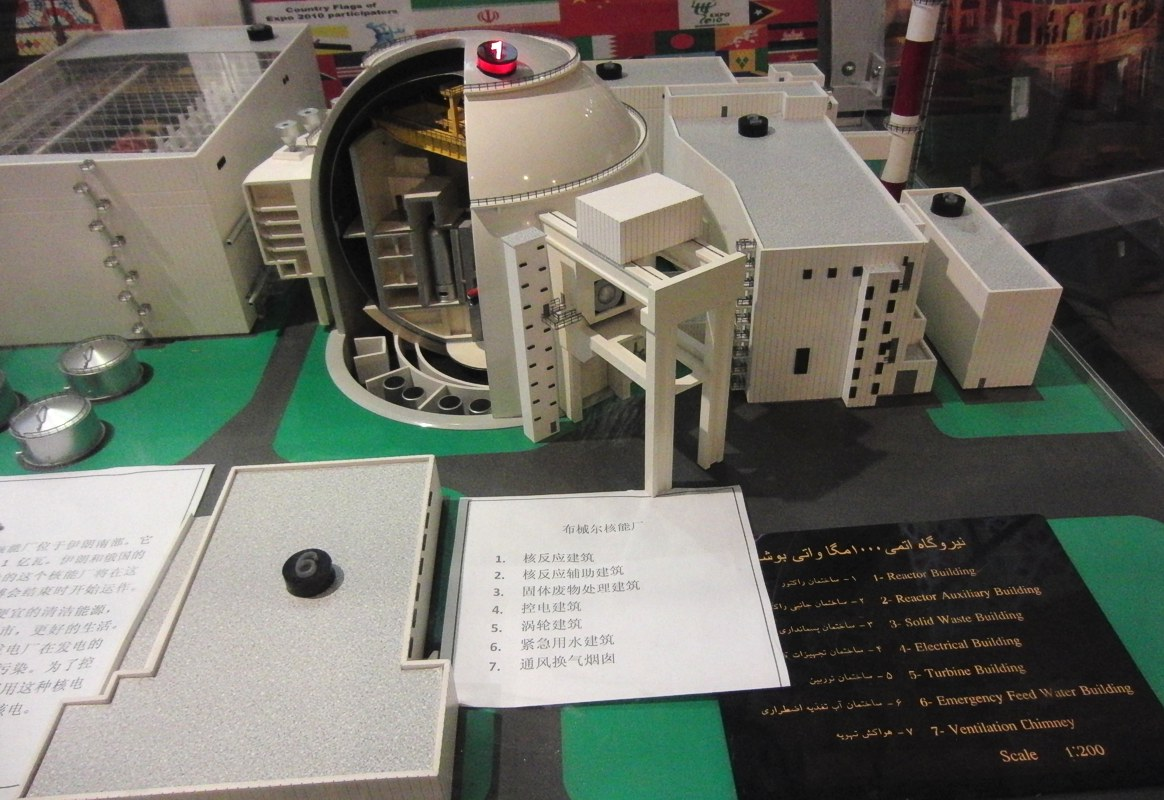
نیروگاه هسته‌ای بوشهر، دارای واحدهای VVER است.

کشورهای مختلفی در سراسر جهان از رآکتور VVER استفاده می‌کنند که شامل ایران، ارمنستان، بلغارستان، چین، جمهوری چک، فنلاند، مجارستان، هند، اسلواکی، اوکراین و روسیه هستند. این راکتور در کشورهایی همچون ترکیه، بلاروس، فنلاند و بنگلادش در حال ساخت است.

## تاریخچه
اولین نمونه رآکتور VVER قبل از سال ۱۹۷۰ در شوروی ساخته شد که رایج‌ترین آن رآکتور VVER-440 مدل V230 با ظرفیت تولید ۴۴۰ مگاوات بود. نسخه اصلاح‌شده از VVER-440، مدل V213 بود که دارای اولین استانداردهای ایمنی هسته‌ای توسط طراحان شوروی بود. پس از سال ۱۹۷۵، رآکتور بزرگتر و پیشرفته‌تر VVER-1000 ساخته شد و در حال حاضر ورژن VVER-1200 به عنوان نسخه تکامل‌یافته VVER-1000، با ظرفیت تولید ۱۲۰۰ مگاوات در حال ساخت است.

## ویژگی‌های رآکتورVVER

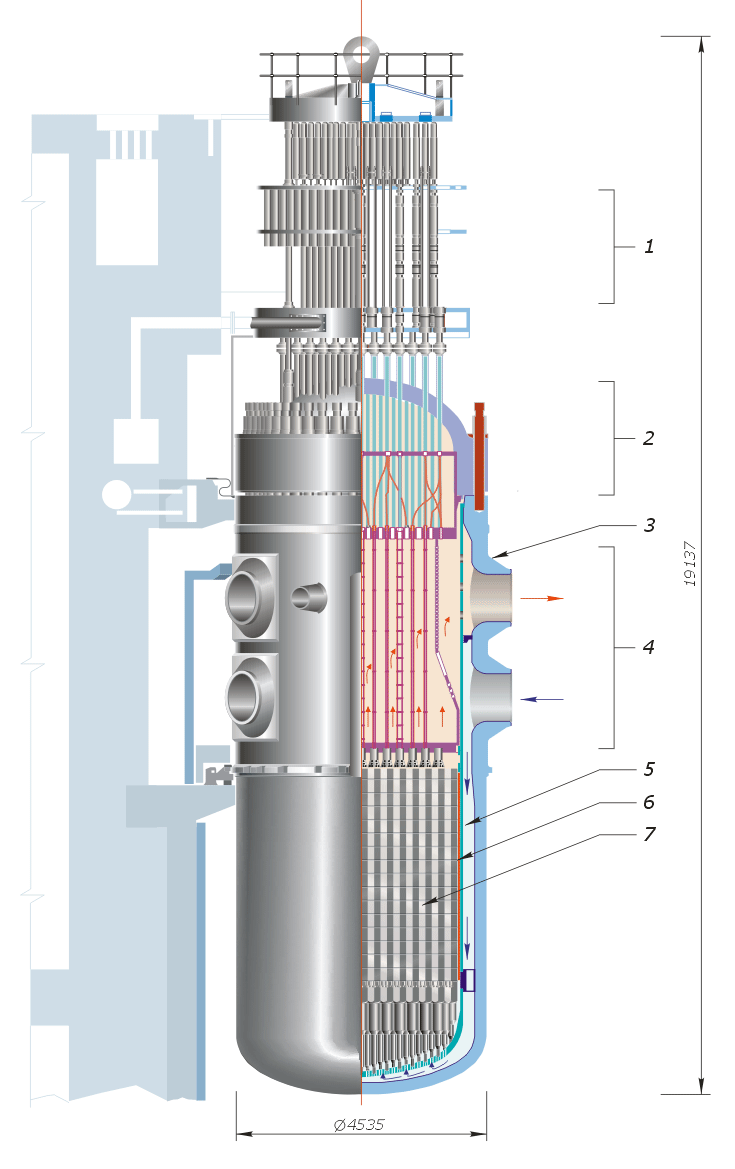
رآکتور WWER-1000 یا VVER-1000 با ظرفیت تولید ۱۰۰۰ مگاوات از راکتورهای انرژی هسته‌ای روسیه از نوع PWR

ویژگی‌های متمایز VVER در مقایسه با انواع دیگر رآکتورهای آب فشرده عبارتند از:
- مولد بخار افقی
- سوخت هسته‌ای شش ضلعی
- نفوذناپذیر به پایین در مخازن تحت فشار
- دارای ظرفیت بالای فشار در مایع خنک‌کننده در رآکتور

آرایش میله‌های سوخت شش ضلعی در مقایسه با طراحی رآکتور آب فشرده وستینگهاوس

میله‌های سوخت رآکتور در فشار ۱۵ مگاپاسکال به‌طور کامل در آب غوطه‌ور می‌شوند به صورتی که به دمای جوش نرمال (۲۲۰ تا بیش از ۳۰۰ درجه سانتی‌گراد) نرسد. سوخت با غنای پایین (حدود ۲٫۴ تا ۴٫۴ درصد اورانیم-۲۳۵) اورانیوم دی‌اکسید یا معادل آن را فشرده و به میله سوخت تزریق می‌کنند.

### طول عمر رآکتور
زمانی که برای اولین‌بار رآکتور VVER ساخته شد، طول عمر در نظر گرفته شده برای بهره‌برداری، ۳۵ سال بود. تعمیرات اساسی در اواسط عمر، از جمله جایگزینی کامل قطعات حیاتی از قبیل کانال‌های سوخت و میله کنترل تصور می‌شد. بسیاری از نیروگاه‌های هسته‌ای روسیه شامل رآکتورهای VVER، در حال حاضر در مرز ۳۵ سالگی و عبور از آن هستند. طی مطالعات بیشتر طراحی‌های اخیر، طول عمر تا ۵۰ سال با جایگزینی تجهیزات مجاز می‌باشد.
در سال ۲۰۱۰ قدیمی‌ترین رآکتور VVER-1000 در نیروگاه هسته‌ای نووورونژ، برای نوسازی و افزایش عمر بهره‌برداری برای ۳۰ سال دیگر، تعطیل شد. این اولین اقدام برای افزایش طول عمر بهره‌برداری بود. این تغییرات شامل نوسازی مدیریت، حفاظت و سیستم‌های اضطراری و بهبود سیستم‌های امنیتی و ایمنی تشعشع بود.

## جستارهای مربوط
- رآکتور کاندو
- رآکتور APR-۱۴۰۰
- رآکتور آب‌سبک
- رآکتور آب فشرده